# Eddie Gaven
Eddie Gaven (født 25. oktober 1986 i Trenton, New Jersey) er en tidligere amerikansk fodboldspiller, der spillede på midtbanen senest hos Major League Soccer-klubben Columbus Crew. I sin professionelle karriere nåede han at spille for Columbus Crew samt MetroStars i New York. Med Columbus vandt han i 2008 det amerikanske mesterskab.

## Landshold
Gaven nåede i sin tid som landsholdsspiller (2004-2010) at spille 8 kampe for USA's landshold, som han debuterede for 11. juli 2004 i et opgør mod Polen. Han var efterfølgende en del af den amerikanske trup til Copa América 2007.

## Titler
Major League Soccer
- 2008 med Columbus Crew